# Ивин, Иван Александрович
Иван Александрович Ивин (1899, дер. Леваш, Вологодская губерния — 7 января 1944, Винницкая область) — сержант Рабоче-крестьянской Красной Армии, участник Великой Отечественной войны, Герой Советского Союза (1943).

## Биография
Иван Ивин родился в 1899 году в деревне Леваш (ныне — Тотемский район Вологодской области). Получил начальное образование, после чего работал на лесопункте.
В июле 1941 года Ивин был призван на службу в Рабоче-крестьянскую Красную Армию и направлен на фронт Великой Отечественной войны.
К сентябрю 1943 года сержант Иван Ивин командовал пулемётным расчётом 838-го стрелкового полка 237-й стрелковой дивизии 40-й армии Воронежского фронта.
Отличился во время битвы за Днепр.
В ночь с 24 на 25 сентября 1943 года расчёт Ивина успешно переправился через Днепр в районе села Гребени Кагарлыкского района Киевской области Украинской ССР, захватил и удержал траншею на его западном берегу до подхода батальона.
Указом Президиума Верховного Совета СССР от 23 октября 1943 года сержант Иван Ивин был удостоен высокого звания Героя Советского Союза.
В одном из последующих боёв получил ранения, от которых скончался 7 января 1944 года. Похоронен в братской могиле в селе Самгородок Казатинского района Винницкой области Украины.
Был также награждён орденом Ленина.